# Café Gurzuf
Café Gurzuf   (en ruso: Кафе «Гурзуф») es una de las pinturas más conocidas del pintor ruso soviético Aleksandr Samokhvalov (1894–1971).

## Descripción
El cuadro fue realizado por el artista en una de sus visitas a Gurzuf, donde entre los años 1950-60 fue en repetidas ocasiones de vacaciones con su esposa María Alekseyevna Kleschar-Samokhválova. Ella sirvió de modelo para la figura femenina central (una mujer joven en una mesa con una blusa de color rosa). Otro modelo para otra figuras femenina del primer plano (la mujer de vestido amarillo con una bolsa roja) fue la esposa del artista Yevgueni Kíbrik, cuya familia junto con la de Samokhvalov pasaba también las vacaciones en Gurzuf.
Aleksandr Samokhvalov es conocido en el arte soviético de 1930 por el tipo de retratos de jóvenes contemporáneos y composiciones multi-figura en el tema del deporte. Los personajes de sus cuadros que representa llenos de optimismo y entusiasmo, encarnan la imagen de los jóvenes soviéticos. En este sentido, el cuadro Café Gurzuf es del estilo tradicional del artista. Una escena cotidiana en un café de verano que representa la belleza y la armonía del momento en la plenitud de la vida.

## Historia
Por primera vez, el cuadro «Café Gurzuf» fue mostrado en 1960 en una gran exposición de artistas de Leningrado. En 1963 esta pintura fue exhibida en una exposición en Leningrado, dedicada a Aleksandr Samokhvalov en su septuagésimo aniversario. En 1994, después de un largo paréntesis dicha pintura se muestra en una exposición de «Arte Soviético del período 1930-1980». En 2007 la pintura Café Gurzuf fue reproducida en el libro Unknown Socialist Realism. The Leningrad School (Realismo socialista desconocido. La Escuela de Leningrado).